# Jan Pecha
Jan Pecha (* 11. března 1971, Benešov) je český režisér. Jeho životní partnerkou je herečka Kamila Špráchalová, dcera Ivany Špráchalové a Pavla Špráchala, mají spolu dva syny, Kryštofa a Františka Kvida.

## Filmová a televizní tvorba
- Pension Lola 1993
- Malostranské humoresky 1995
- Senzibilšou (seriál) 1997
- Diagnóza: Schizofrenie 2001
- Zlatíčka (talk show) 2003-2005
- Ordinace v růžové zahradě 2 (seriál) 2008-2010
- Ententýky (seriál) 2012
- Cesty domů 2014 (seriál) – scénář, dramaturgie
- Přístav (seriál) 2015 – dramaturgie

## Divadelní režie
- Bez obřadu (Divadlo ABC) 2001
- West Side Story (Hudební divadlo Karlín) 2003
- Zmatení jazyků (malá scéna Divadla ABC) 2004
- Žena v bílém (Divadlo ABC) 2005
- Dobře, pane Guthe (Divadlo Viola) 2006
- Manžel pro Opalu (Divadlo 90 U Valšů) 2007
- Ach, ta láska prodejná (Divadlo Viola) 2007
- Amadeus (Divadlo Antonína Dvořáka Příbram) 2008
- Spojovací dveře (Divadlo Antonína Dvořáka Příbram) 2016